# Evolve (Coldrain)
Evolve è il secondo album dal vivo del gruppo musicale giapponese Coldrain, pubblicato il 30 aprile 2014 dalla VAP.
L'album, pubblicato anche in formato DVD e Blu-ray, contiene l'esibizione della band allo Studio Coast di Shin-Kiba, a Tokyo, tenutasi il 18 gennaio 2014.

## Tracce

### CD
1. Behind the Curtain
2. Time Bomb
3. Rescue Me
4. Die Tomorrow
5. Given Up on You
6. No Escape
7. Voiceless
8. Confession
9. Next to You
10. 24-7
11. Six Feet Under
12. The War Is On
13. To Be Alive
14. The Revelation

### DVD e Blu-ray
1. Behind the Curtain
2. Time Bomb
3. Rescue Me
4. Die Tomorrow
5. Persona
6. Given Up on You
7. No Escape
8. Voiceless
9. We're Not Alone
10. Confession
11. Next to You
12. Never Look Away
13. 24-7
14. Six Feet Under
15. Miss You
16. Carry On
17. The War Is On
18. Inside of Me
19. To Be Alive
20. The Maze
21. The Revelation
22. Fiction
23. Adrenaline
24. Final Destination

Tracce bonus nel Blu-ray
1. Making of the New Record: episode 1
2. Making of the New Record: episode 2

## Formazione
- Masato – voce
- Y.K.C – chitarra solista
- Sugi – chitarra ritmica, voce secondaria
- RxYxO – basso, voce secondaria
- Katsuma – batteria

## Classifiche
| Classifica (2014)  | Posizione massima |
| ------------------ | ----------------- |
| Giappone (DVD)     | 12                |
| Giappone (Blu-ray) | 13                |